# Cetro

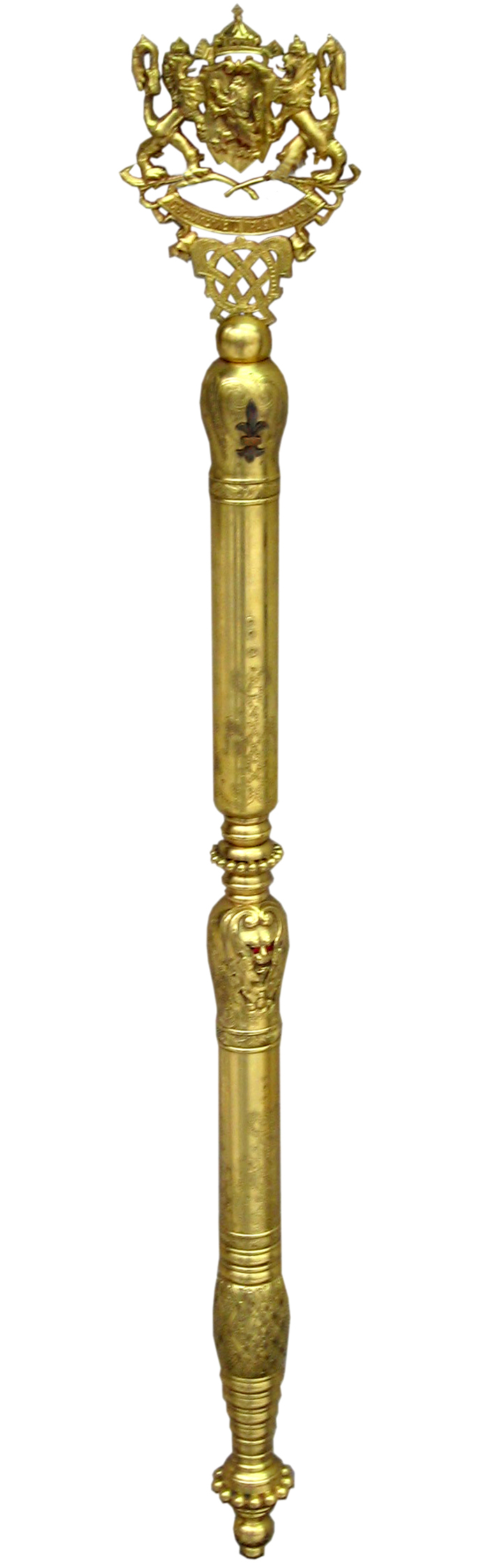
Cetro do czar Bóris III da Bulgária

Cetro ou ceptro (esta última forma usada no português europeu antes do acordo ortográfico) é um bastão usado por autoridades reais, geralmente empunhado pelo monarca na mão direita e uma das insígnias do poder soberano. Simbolicamente, é considerado o portador das forças divinas além de um atributo dos deuses.

## Antiguidade
Emblema da autoridade real e divina, originalmente, representava uma arma retirada de um inimigo derrotado e era, portanto, um sinal de conquista. O cetro das divindades mesopotâmicas era antigamente um bastão, sendo a extremidade a cabeça de um animal. O cetro de Istar, deusa da fertilidade e da guerra, tem a cabeça de um dragão, às vezes duas, voltadas para fora. 
Cetros encabeçados por dragões ou águias eram destinados a carros de guerra assírios, provavelmente um símbolo de seu deus da guerra, Ninurta. A cabeça de um carneiro, é associada ao deus da água doce, Ea, em sua manifestação como um peixe-caprino.
O was era um cajado longo relacionado a realeza do Antigo Egito, suas origens podem muito bem remontar ao período pré-dinástico, embora as primeiras representações conhecidas do was datem da Primeira Dinastia. Um pente de marfim de Djet mostra dois desses cetros sustentando a abóbada celeste, simbolizada pelas asas abertas do falcão celestial. Um was, talvez de marfim (como o cetro do túmulo de Abydos U-j), estava entre o tesouro de objetos votivos escavados por Flinders Petrie no templo primitivo de Abidos. Como o cajado do pastor, o was incorporava autoridade e era usado como um hieróglifo para escrever a palavra "domínio". era atributo das divindades egípcias e a cabeça geralmente representava um animal, um cão ou uma raposa, e acreditava-se trazer proteção, simbolizava a alegria e o bem-estar e era colocado no túmulo ou pintado no caixão para garantir a continuidade da prosperidade.